# 海上民族

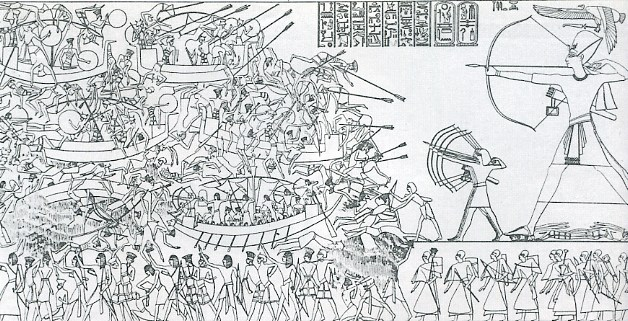
海上民族入侵古埃及

海上民族（英語：Sea Peoples），是一个历史学名词。这些人被认为是一群海上劫掠者所组成的同盟，他们很可能来自南欧，尤其是爱琴海。他们在整个东地中海游弋，并且在青铜时代末期，入侵了安纳托利亚、叙利亚、迦南、塞浦路斯和埃及。但是，这群人的具体身份对现代学者来说依然是一个谜团。只能通过一些考古学的证据和古文明的零碎记载来进行推测。

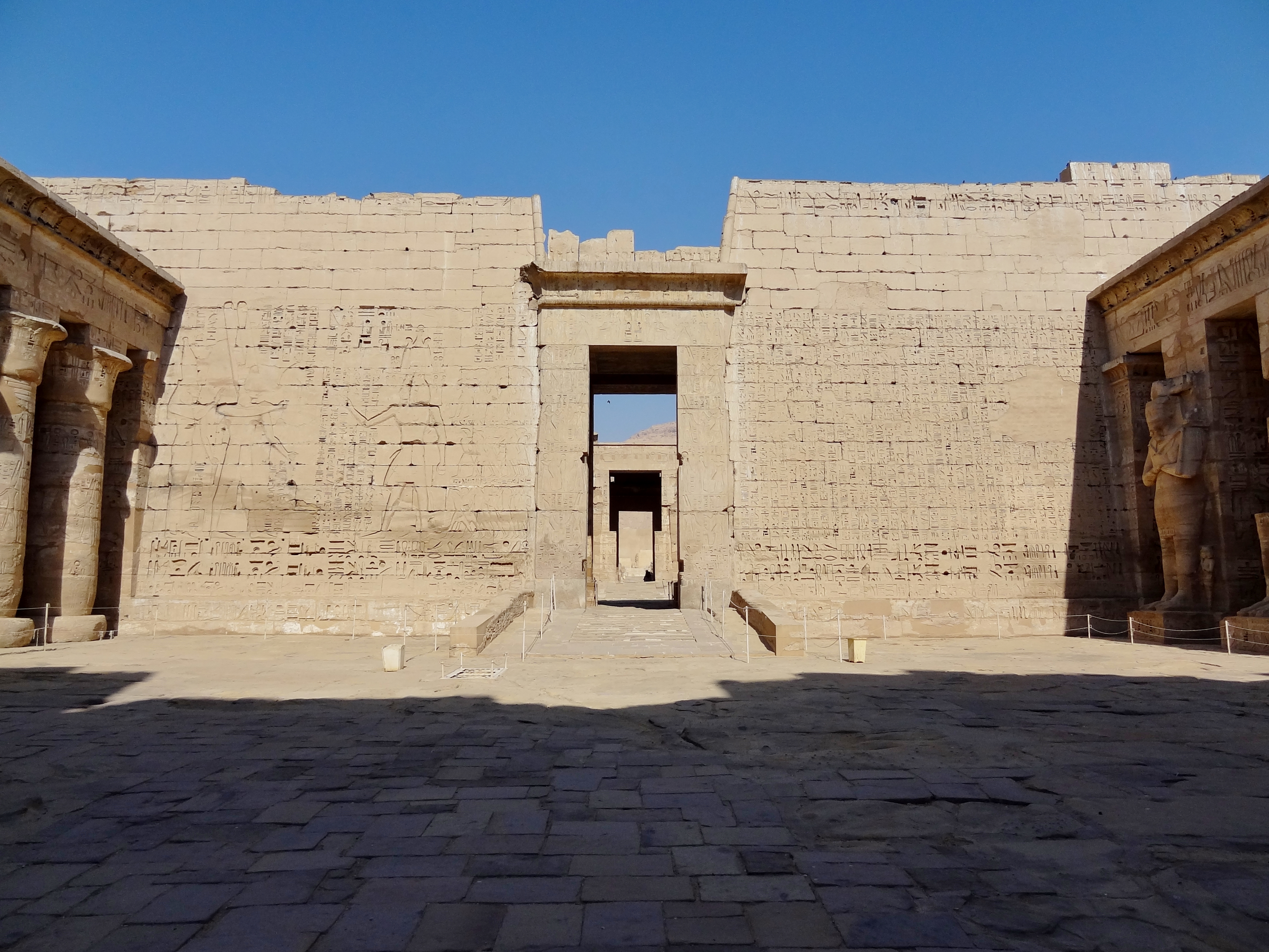
哈布城

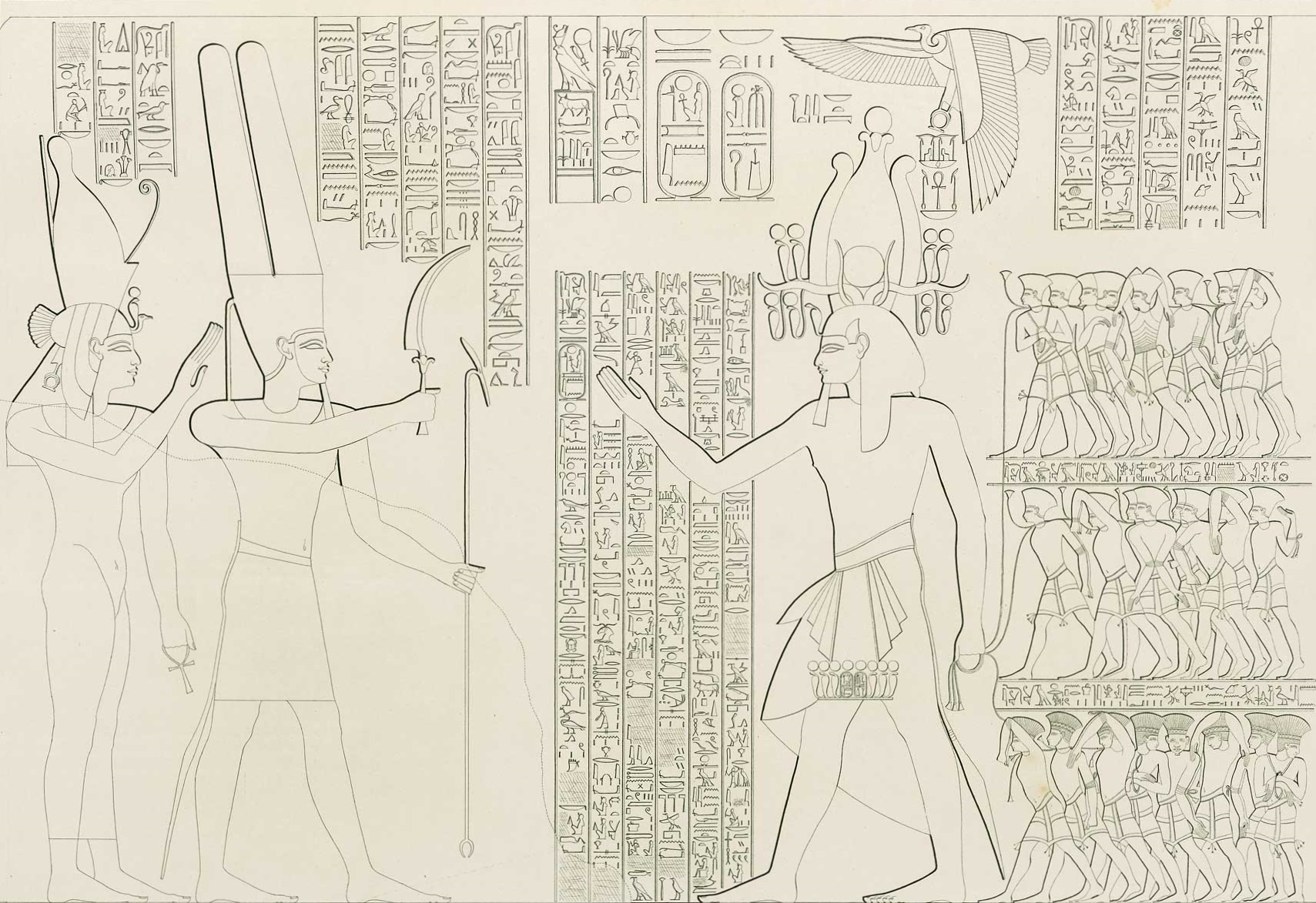
哈布城上的壁画，展示了大幅度的画面，并放大了左侧浮雕的草图，其中，阿蒙和姆特在他身后，将一把剑伸向拉美西斯三世，拉美西斯三世率领着三组囚犯。法老面前的文字包括以下内容：
“你在他们首领的心中使我大惧怕；在我面前惧怕我的恐惧；我要把他们绑在我手中的勇士带走，把他们引向你，我威严的父亲啊！ ，– – – – –。来（带走）它们是：佩莱斯特（Peleset、Pw-r'-s'-t）丹雅（Denyen，D'-yn-yw-n'）、谢克莱什（Shekelesh，S'-k- rw-s）。你的力量是我眼前的力量，推翻了他们的种子，上帝的主啊，你的力量。”
其中右侧写着：
“外国在他们的岛屿上进行了阴谋，立即将所有土地撤走并散布在战场上。没有土地可以站在他们的怀抱中：从赫梯，库德，卡赫米什，阿尔扎瓦和阿拉什亚起，它们被切断，即被摧毁一次，在阿穆鲁（Amurru）建立了一个营地，他们使人民荒凉，土地就像从未出现过的土地。他们正朝着埃及前进，而火焰在他们面前作了准备。佩莱斯特、特耶克（Tjeker）、谢克莱什、丹雅和韦希什（Weshesh）团结在一起，他们将手放在大地上，一直环绕地球直到尽头，他们的心充满信心和信任：“我们的计划将成功！”

海上民族之所以被记录，是因为在晚十九王朝起，尤其是在第二十王朝，拉美西斯三世统治的第8年时，他们曾试图占领埃及。埃及法老麦伦普塔赫在他的大卡纳克列表中，称他们为“外邦人”或“海上的民族”。大多数学者认为这些人还入侵了塞浦路斯，赫梯和黎凡特地区。

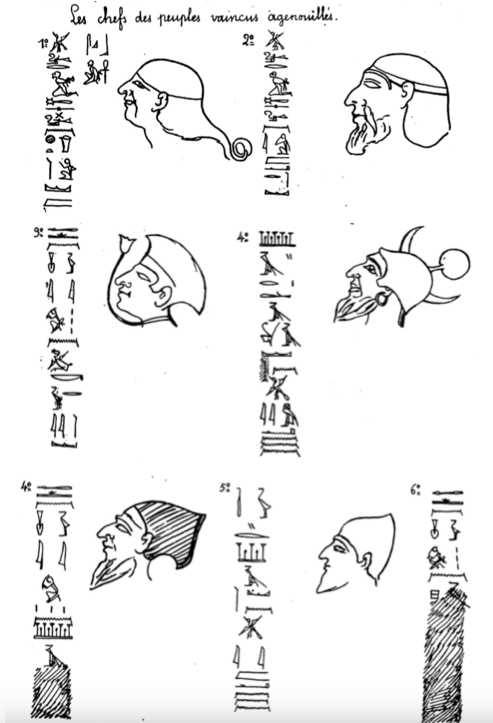
海上民族的样貌，其复杂的民族组成造成现代学者难以准确确认他们的真实身份。

海上民族组成复杂，然而埃及的记录显示了以下族群：丹雅人、赫梯人识别他们为阿达纳人（Adana），可能起源于北部叙利亚和土耳其交界地带。他们也被相信在塞浦路斯岛定居。他们在公元前1207年拉姆西斯三世统治时期，联合利比亚人和其他海上民族攻击了埃及。埃及第二十王朝允许他们居住在迦南，到公元前第11世纪，迦南大部被海上民族控制。他们也被认为可能是希腊人（亚该亚人）。有学者认为丹雅人联合希伯来人形成以色列十二部落中的丹部落（Dan）。埃克维什可能是青铜时代的希腊人或亚该亚人；特雷什（Teresh），可能是伊特鲁斯坎人的祖先；卢卡（Lukka），一个安纳托利亚民族，生活在爱琴海，他们的名字可能来自于吕基亚；施尔登人可能来自撒丁岛；谢克莱什（Shekelesh），可能是名叫西库尔人的古意大利部落；佩莱斯特被公认为是指非利士人，可能来自克里特岛，他们和特克鲁尔（Tkerur）人（可能来自希腊）一起到来，后者是唯一一个之后定居在黎凡特的海上民族主要族群；特耶克，与其他海上民族一样，特耶克的起源尚不确定。他们通常被罗马化为tkr，并扩展为Tjekru或Djekker。埃及人也将其罗马化为skl，即Sikil或Sical。因此，对于名称的原始形式，词源或民族的来历，尚无共识。他们也被认为是来自西西里岛的西库尔人，他们也与谢克莱什有所联系。弗林德斯·皮特里（Flinders Petrie）提出的另一种理论将这个名字与克里特岛东部的扎克罗斯（Zakros）联系起来。其他一些学者也认为Teucri（一支古老的部落被认为居住在特洛伊南部的安纳托利亚西北部）可能就是特耶克。

## 时间点
拉美西斯三世于底比斯哈布城太平间庙上的铭文记录了在他在位的第5、8和12年针对海上民族进行的三场胜利战役，在第5年以及第3年对努比亚人和利比亚人进行了三场战争，利比亚人在第11年加入了亚洲人联盟。在第8年，一些赫梯人正在与海上民族一起作战。
第二法院的内西墙描述了第5年的入侵。只提到了佩莱斯特和特耶克，但清单上却是一片空白。这次袭击有两个方面，一个是海上袭击，另一个是陆地袭击。也就是说海上民族分散了他们的力量，准备夹击埃及，拉姆西斯在尼罗河河口等着，将敌军舰队困在那里，而海上民族的陆军也同样被击败。
海上民族并没有从这次失败中汲取任何教训，因为他们在第8年时再次犯了错，结果也差不多。该活动在第一法院的西北面板上得到了广泛的记录。可能但并非普遍认为，日期仅是铭文上的日期，并且均指同一战役。
在拉美西斯三世在位的第八年中，海上民族再次作为“他们岛上的阴谋”出现。这次，它们毫无疑问地被揭示为海洋民族：佩莱斯特、特耶克、谢克莱什、丹雅和韦希什，在铭文中被列为“外国”。他们在阿莫尔安营扎寨，并派遣一支舰队前往尼罗河。
法老再次等待着他们。他专门为这一场战役建立了一支舰队，将其藏在尼罗河河口，并派驻了海岸观察员。敌人的舰队在那被伏击，他们的船倾覆了，这些人被拖上岸，即時处死。
陆军也被打入埃及控制范围内。其他信息在东墙外侧的浮雕中给出。这场土地战发生在贾伊附近，与“北方国家”作战。战争结束后，几位酋长被俘虏：“土地人民”和“特耶克族”中的赫梯，亚摩利和沙苏，“海的施尔登”，“海的特雷什”和佩莱斯特或非利士人（具有可能性，古希腊人和海上民族的名字或许存在一些关系； Pelasgians）。
在圣殿南侧发现的Südstele证明了12年的战役。它提到了特耶克、佩莱斯特、丹雅、韦希什和谢克莱什。

## 海上民族侵略古埃及与东地中海周边地区的动机

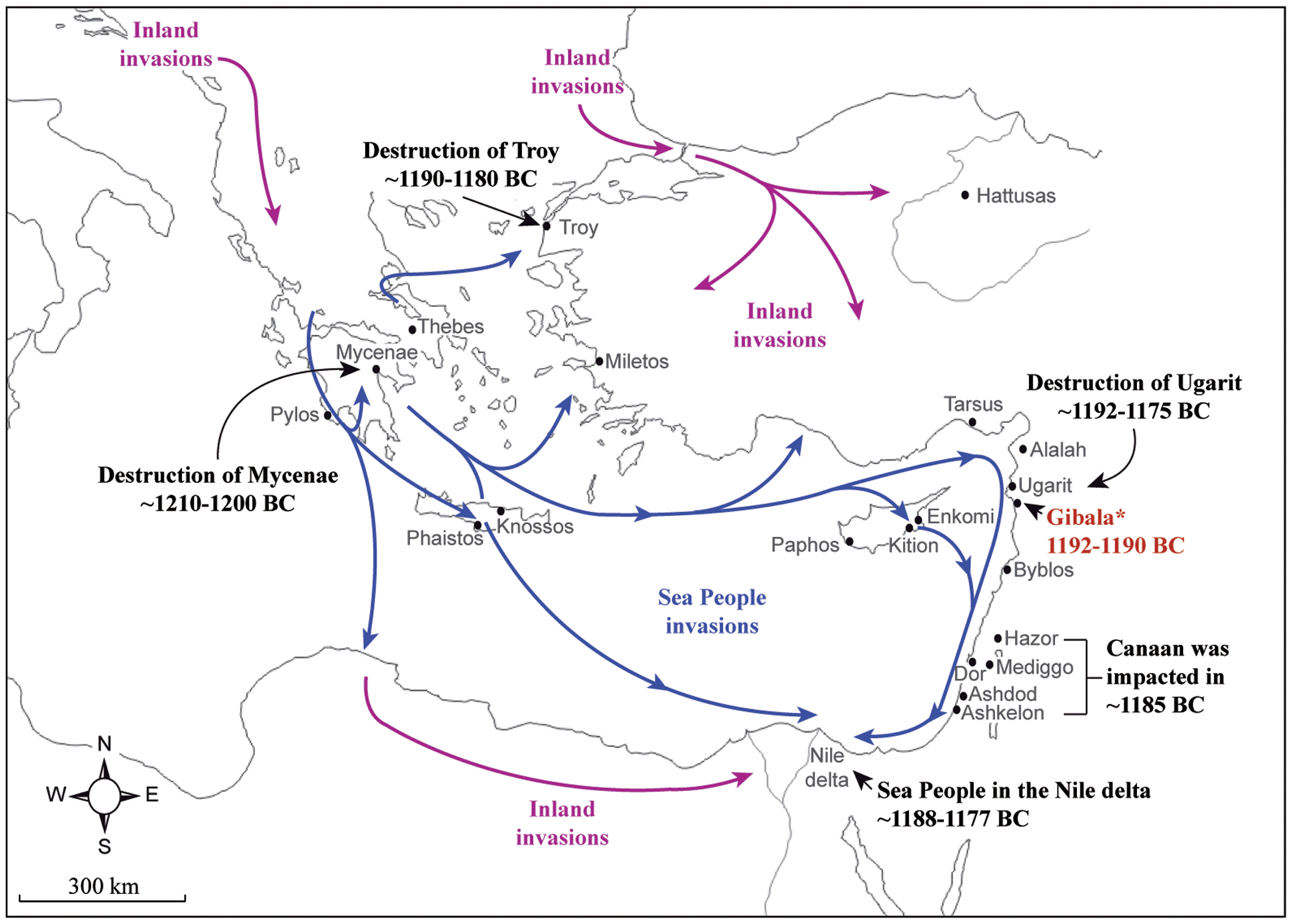
海上民族于青铜时代末期侵略爱琴海和东地中海周边地区的地图

拉美西斯三世对东地中海海域民族大规模袭击埃及而写出的评论可以了解到古埃及周边国家赫梯，乌加里特，亚实基伦和夏琐都在这个时间段遭到毁灭。许多环地中海文明的秩序都被神秘的海上民族打乱，因此历史学家崔佛·布莱斯经过研究后得出了以下结论：
“应该强调的是，入侵不仅是军事行动，而且还涉及大量人口从陆路和海上流动，寻求新的土地来定居。”

## 海上民族来源

### 希腊移民假说
埃克维什（Ekwesh），丹雅与古希腊人，也就是亚该亚人（亚该亚人被称作Achaeans或Danaans，埃克维什被认为是亚该亚人，而丹雅被认为是Danaans)是否存在关系是在研究青铜时代的学者中长期存在的问题，无论是希腊，赫梯还是圣经中的记载，特别是他们“住在岛上”。埃克维什的真实身份就是希腊人的理论被认为特别有问题，因为埃及人将这一族群清楚地描述为是要接受割包皮的（包皮环切术），根据曼努埃尔·罗宾斯的说法：“几乎没有人认为青铜时代的希腊人是要接受割礼的。” 另外，英国历史学家迈克尔·伍德描述了希腊人的假设性身份（希腊人已被认为可能和非利士人有关系）：
“当然，希腊人与海上民族的战争装备和头盔之间似乎存在一些暗示性的相似之处。”

### 特洛伊假说
特雷什（Teresh）一方面被认为与第勒尼安（Tyrrhenians）有关系，此可能性被认为是与伊特鲁斯坎文化具有联系。另外学者也认为Taruisa这个名称与特雷什关系，Taruisa是赫梯语名称，所以这个名称可能是指特洛伊。

### 努拉吉文明和意大利人假说
一些考古学家认为，施尔登人与努拉吉文明时期的撒丁岛人是有关系的。
尽管海上民族的来源地众说纷纭，但施尔登人与撒丁岛，谢克莱什与西西里岛以及特雷什与第勒尼安人之间可能存在的联系的理论都是基于名称相似性。在2010年和2017年的挖掘过程中，在塞浦路斯的一个设防要塞Pyla Kokkinokremos中发现了家用陶器。该遗址的历史可追溯到公元前13至12世纪，即海上民族入侵的时期。这一发现使考古学家Vassos Karageorghis认为海上民族之一的施尔登人与努拉吉文明时期的撒丁岛有所联系。据他所说，施尔登首先去了克里特岛，在那里他们加入了克里特岛人，然后向东远征塞浦路斯。

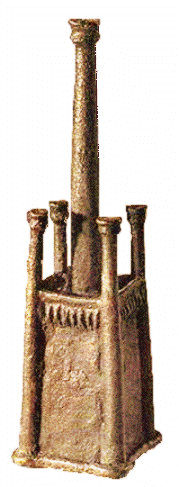
努拉吉文明时期的青铜模具

努拉吉人的青铜雕像是努拉吉雕塑的一大集合，其中包括大批戴着有角头盔的战士，穿着类似于施尔登人的裙子和圆形盾牌；尽管它们的历史可以追溯到公元前10或9世纪，但最近的发现表明它们的生产始于公元前13世纪。其他的发现也同样令人惊叹，那就是施尔登人使用的剑与在撒丁岛所发现的剑是相同的，其历史可追溯到公元前1650年。

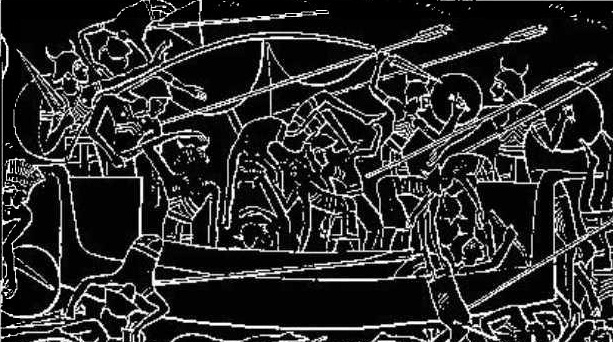
施尔登人，可见施尔登战士戴着有角的头盔并手持圆盾。

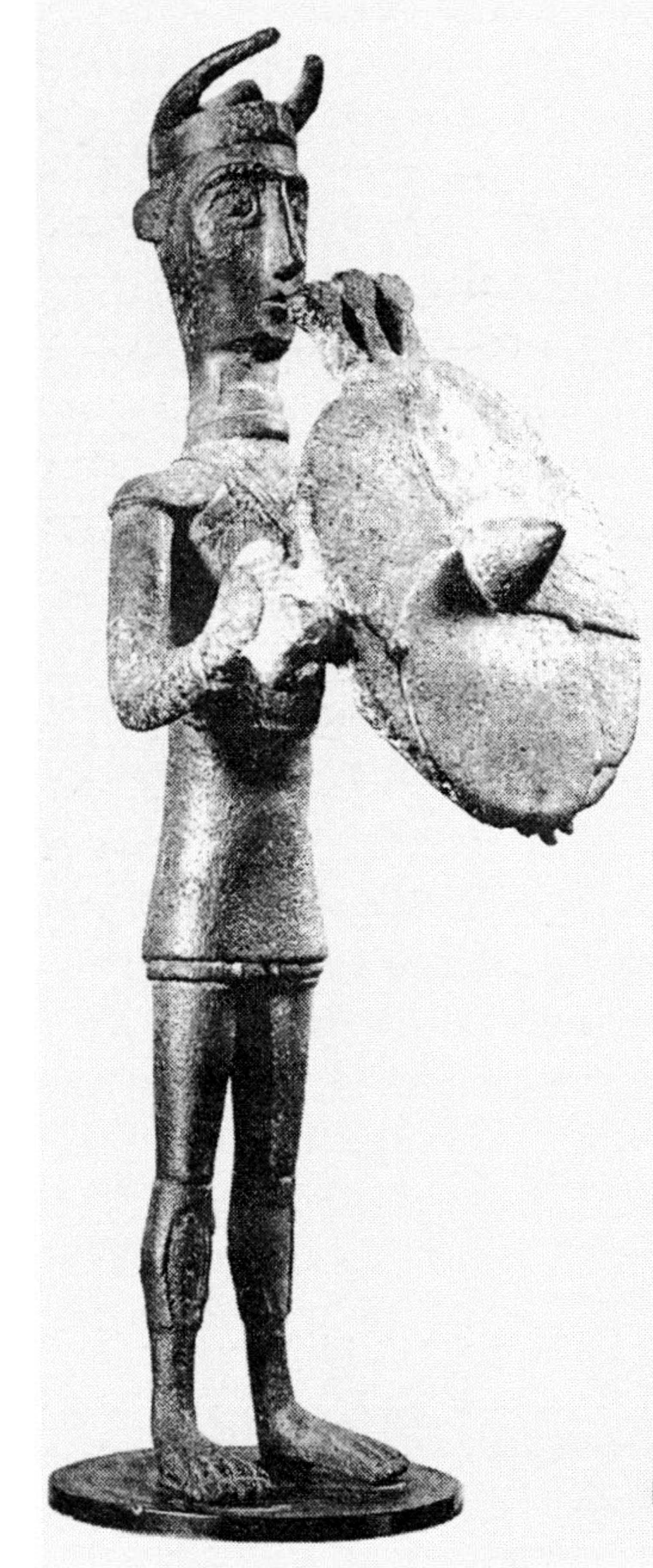
努拉吉青铜雕像，展示了一个戴着有角头盔和手持圆盾的战士，和施尔登人的形象十分相似。